# Mizarela
Mizarela ist ein Ort und eine ehemalige Gemeinde (Freguesia) im portugiesischen Kreis Guarda. Die Gemeinde hatte 135 Einwohner (Stand 30. Juni 2011).

## Geschichte
Am 29. September 2013 wurden die Gemeinden Mizarela, Pêro Soares und Vila Soeiro zur neuen Gemeinde União das Freguesias de Mizarela, Pêro Soares e Vila Soeiro zusammengeschlossen. Mizarela ist Sitz dieser neu gebildeten Gemeinde.